# Simopelta laticeps
Simopelta laticeps är en myrart som beskrevs av William H. Gotwald, Jr. och Brown 1967. Simopelta laticeps ingår i släktet Simopelta och familjen myror. Inga underarter finns listade i Catalogue of Life.

## Bildgalleri

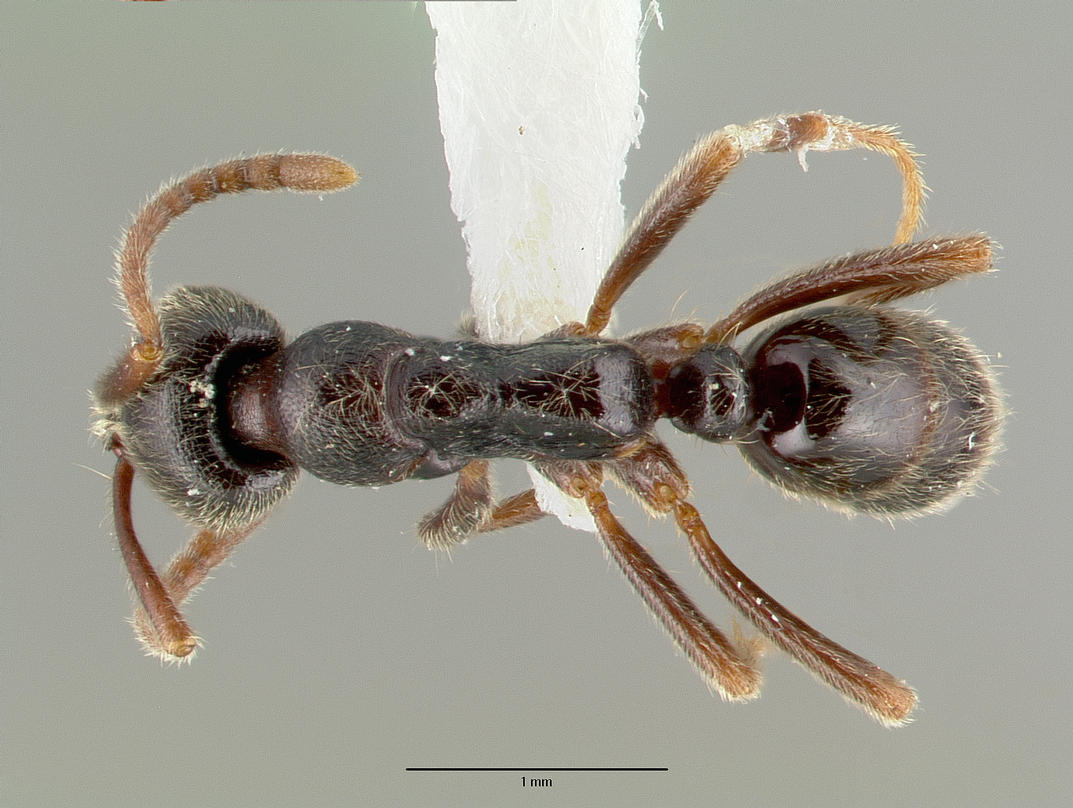
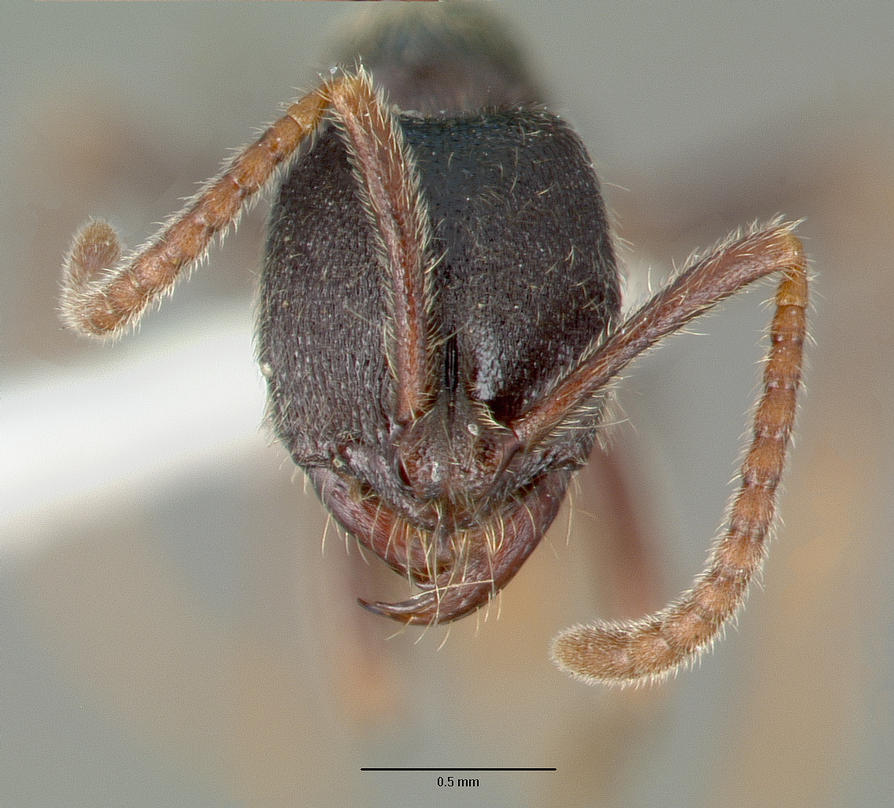
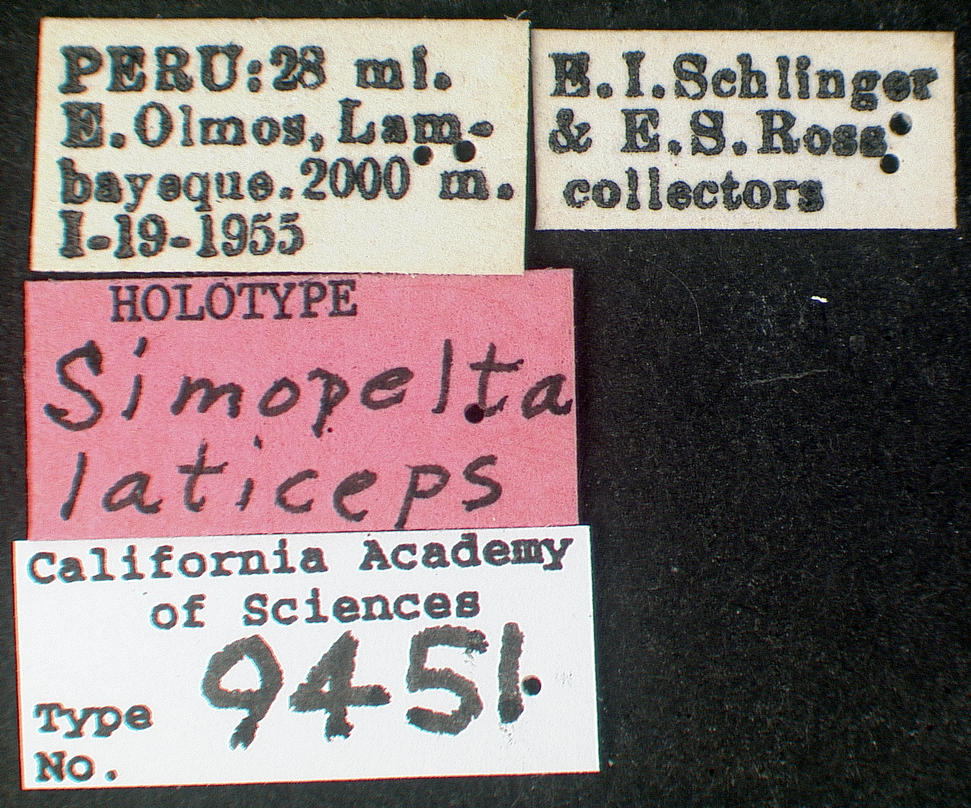
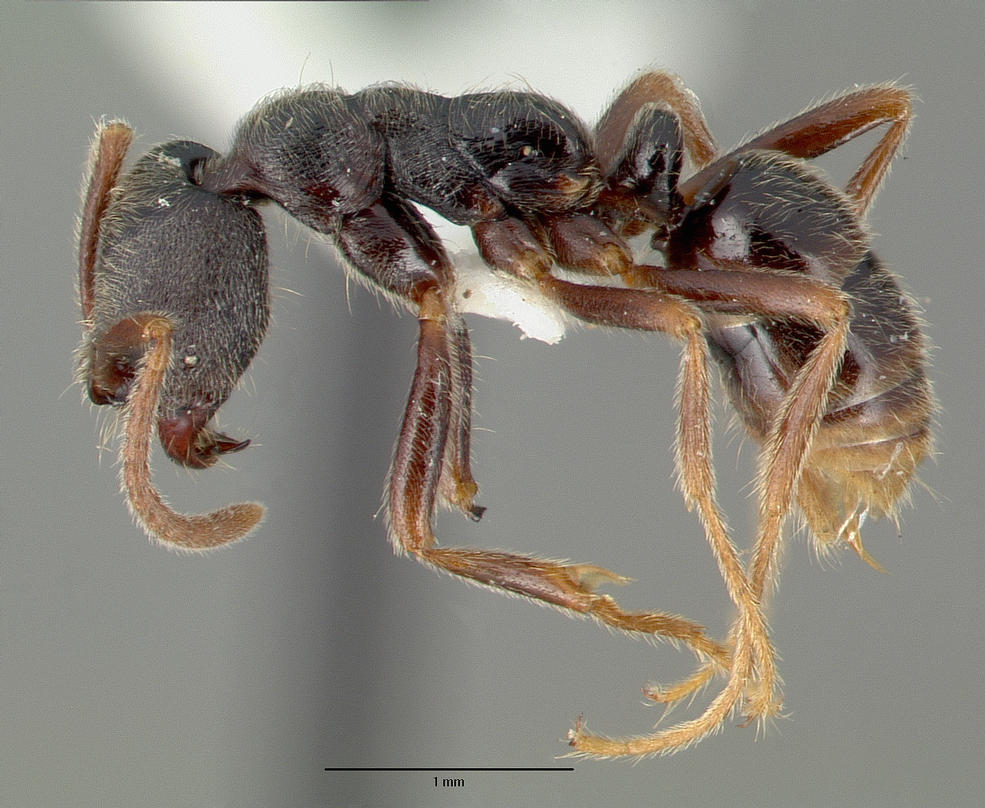